# Pterolophia pallidifrons
Pterolophia pallidifrons là một loài bọ cánh cứng trong họ Cerambycidae.